# Isoberlinia angolensis
Isoberlinia angolensis är en ärtväxtart som först beskrevs av George Bentham, och fick sitt nu gällande namn av Hoyle och John Patrick Micklethwait Brenan. Isoberlinia angolensis ingår i släktet Isoberlinia och familjen ärtväxter. Inga underarter finns listade i Catalogue of Life.